# 宇田鋼之介
宇田鋼之介（日语：／ Uda Kōnosuke，1966年—），日本男性動畫演出家、動畫導演。出身於靜岡縣。東京設計專門學校動畫科畢業。曾在東映動畫擔任自由工作者。目前主要活躍於MAPPA。

## 來歷
中學時期，他沉浸在電影中，並用8毫米膠片製作影片。進入工業高職學校就讀電機學科後，他對歷史產生了濃厚的興趣，並決定主修歷史，但高考卻落榜。儘管如此，他還是考上了大學，但沒有繼續升學，每天都在發呆的日子中度過，由於本身對創作和繪畫的熱愛，以及影片製作和同人誌製作的經驗，他決定從事動畫行業，並說服父母進入東京設計學院。
進入專門學校後，他一邊努力學習，一邊兼職《變形金剛》的動畫透寫工作，並與專門學校好友一起獨立製作作品。擔任該獨立製作的導演增強了他對導演工作和專業領域的熱情。然後專門學校的老師正在觀看他的獨立製作，邀請他在校期間加入製作公司。其第一份工作是的商業動畫製作後，他收到了公司社長的邀請，調至並加入了東映動畫，被分配到美日合作長篇動畫《變形金剛 The Movie》的製作團隊擔任演出助手一職。製作完成後，他受到同作品的日方執行製作人森下孝三的邀請，負責試播作品的製作進行和演出助手工作。被納入《變形金剛2010》的製作進行組，並留在東映動畫。參與《惡魔君》時，他被佐藤順一的作品所震撼，並跟隨學習，以演出一職在《金魚注意報》首次亮相。
1999年6月，擔任電視動畫《ONE PIECE》的系列導演。劇本和設計直到10月播出才確定，所以他做了前期準備，並在很短的時間內製作了第1集和片頭動畫。因擔任了6年的系列導演，成為宇田的代表作。此外，其導演作品《虹色螢火蟲 ～永遠的暑假～》採用了傳統的手繪動畫方式，沒有使用CG。另一方面，在《魔神之骨》中，2D部分和CG部分是分開進行的，因此任命負責特效作品分鏡的負責CG部分的分鏡。

## 人物
在作品的製作時，他會考慮一些可能與故事沒有直接關係的設定，例如每個角色的性格、成績、家庭結構、以及它們如何度過童年。之所以選擇這種風格的原因之一是，他對小說《清秀佳人》中的人物描寫感到震驚。
喜歡的作品有《宇宙戰艦大和號》和《銀河鐵道999》，受其影響的作品包括《星際大戰》、《大白鯊》和《沉默的羔羊》。
於擔任演出助手期間，對工作失去熱情，並試圖退出這個行業。此時，他從同樣考慮退休的同事五十嵐卓哉那裡聽到「這位叫佐藤順一的人很了不起。我想和這個人繼續相處一段時間」。當時宇田只看自己參與的作品，所以他首先是透過五十嵐的話中知道了佐藤的存在。那時，佐藤被分配到《惡魔君》團隊，擔任系列導演。由於佐藤的工作接近宇田的理想，宇田自稱是佐藤的弟子，而且不顧一切地竊取佐藤的技能。宇田也表示，自己很幸運，有五十嵐、幾原邦彥、佐佐木憲世等同世代的工作人員，都在同一個團隊，互相鼓勵，每天都在努力工作。之後，他就打算執導《金魚注意報》，做完1集後就退出，但讓他感到沮喪的是，從剪輯到配樂、錄音方式都跟自己想像的不一樣，所以他決定留在這個行業。宇田自己回顧這一次，說「我盡力了，但結果很糟」。

## 參加作品

### 電視動畫
1984年
- 變形金剛（—1986年，動畫透寫）[a]

1986年
- 變形金剛2010（日语：戦え!超ロボット生命体トランスフォーマー2010）（—1987年，製作進行）[a]

1987年
- 變形金剛：頭領戰士（—1988年，演出助手、製作進行）

1988年
- 變形金剛：超神 Master Force（—1989年，演出助手、製作進行）

1989年
- 變形金剛V（演出助手、製作進行）
- 惡魔君（—1990年，演出助手）

1990年
- 夠了！阿太郎 (1990年版)（日语：もーれつア太郎）（演出助手）

1991年
- 金魚注意報（—1992年，演出、演出助手、製作進行）

1992年
- 南國少年奇小邪（分鏡、演出） ※林一男名義。
- 美少女戰士（—1993年，演出、演出助手、製作進行）

1993年
- 美少女戰士R（—1994年，演出、演出助手、製作進行）

1994年
- 美少女戰士S（—1995年，演出、演出助手、製作進行）

1995年
- 美少女戰士SuperS（—1996年，演出、演出助手、製作進行）

1996年
- 鬼太郎 (第4作) （—1998年，演出）

1997年
- 金田一少年之事件簿（—2000年，演出）

1998年
- 守護月天！（—1999年，演出）

1999年
- 下級生（演出）
- ONE PIECE（—2006年，系列導演[b]、分鏡、演出）

2005年
- 異域傳說 The Animation（OP演出）

2006年
- 飛輪少年（演出）
- 貧窮姊妹物語（演出）
- 銀色的奧林西斯（日语：銀色のオリンシス）（分鏡）

2007年
- 戀愛情結（系列導演）
- 旁邊的兒童 我的火腿組（日语：はたらキッズ マイハム組）（—2008年，演出）
- 金田一少年之事件簿特別篇「吸血鬼傳說殺人事件」（導演）

2011年
- 美食獵人TORIKO（—2014年，演出）

2012年
- 向銀河開球（—2013年，導演）

2013年
- 幸福光暈 ～More Aggressive～（分鏡、演出）

2014年
- 飆速宅男（分鏡）
- 魔神之骨（—2015年，系列導演）

2015年
- WASIMO（日语：WASIMO）（演出）
- 境界觸發者（分鏡、演出）
- ONE PIECE ～迷霧島大冒險～（導演）

2016年
- DAYS（導演、劇本統籌、分鏡、演出、OP分鏡&演出）
- 時間膠囊+（導演）
- Yuri!!! on ICE（分鏡）

2017年
- 女川中籃球部 5人之夏（導演）
- 狂賭之淵（演出）
- ONE PIECE 東海特別篇 ～魯夫與四名伙伴的大冒險～（分鏡）
- Dies irae（分鏡）

2018年
- BANANA FISH（分鏡、演出）
- ONE PIECE 空島特別篇（總導演）
- 火之丸相撲（—2019年，總導演、劇本統籌、音響監督、分鏡、演出）
- 佐賀偶像是傳奇（分鏡、演出）

2020年
- LISTENERS 聆聽者（分鏡、演出）
- 戀與製作人 ～EVOL×LOVE～（副導演、分鏡、演出）
- 體操武士（分鏡、演出）

2021年
- 佐賀偶像是傳奇 捲土重來（分鏡）
- RE-MAIN（演出）
- 數碼寶貝幽靈遊戲（—2023年，分鏡）

2024年
- 亂馬½ (2024年版)（導演、音響監督[10]、分鏡、演出）

### 電影動畫
1986年
- 變形金剛 The Movie（演出助手[11][12]。}}）[a]

1995年
- 美少女戰士SuperS：水手9戰士集結！夢想黑洞的奇蹟（助理導演）

1998年
- 銀河鐵道999：永恒幻想（導演）

2003年
- ONE PIECE：死亡盡頭的冒險（導演）

2006年
- ONE PIECE：機關城的機械巨兵（導演）

2012年
- 虹色螢火蟲 ～永遠的暑假～（日语：虹色ほたる 〜永遠の夏休み〜）（導演）

### OVA
1990年
- 天上篇 宇宙皇子（日语：宇宙皇子）（助理導演）

### 網路動畫
2020年
- 麻辣女配 Spicy Girl（總導演、音響監督）

## 腳註

## 外部連結
- 宇田鋼之介的X（前Twitter） （日語）